# Emelie Garbers
Emelie Garbers (Estocolmo, 1 de setembro de 1982) é uma atriz sueca. Ela ganhou o Prêmio Guldbagge de Melhor Atriz por seu papel como Mimarobe no filme de ficção científica Aniara de 2018.

## Biografia
Garbers estudou na Royal Swedish Ballet School e na Stockholm School of the Arts. Desde 2005, ela atua em peças de teatro em Estocolmo e Gotemburgo, alternando isso com papéis no cinema e na televisão. Garbers colaborou frequentemente com o diretor Mikael Marcimain, por exemplo em Lasermannen (2005), Call Girl (2013) e Gentlemen (2014). Em 2019, ela foi indicada para o Prêmio Estrela em Ascensão no Festival de Cinema de Estocolmo. Por seu papel no longa-metragem Aniara, Garbers recebeu o Guldbagge de melhor atriz.

## Filmografia
- 2005 – Lasermannen (TV)
- 2010 – Återfödelsen
- 2013 – Call Girl
- 2014 – Gentlemen
- 2016 – Gentlemen & Gangsters (TV)
- 2019 – Aniara
- 2020 – Dejta (TV)
- 2023 – Händelser vid vatten (TV)